# Wendy Williams: What a Mess!
Wendy Williams: What a Mess! é um documentário televisivo estadunidense sobre a vida da apresentadora de televisão norte-americana Wendy Williams, lançado no canal Lifetime em 30 de janeiro de 2021.